# کاده
کاده (به لهستانی:  Kady) یک روستا در لهستان است که در گمینا گروجیسک مازوویتسکی واقع شده‌است.
 کاده  ۳۰۰ نفر جمعیت دارد.